# Cordillera del Mahuidanche
La cordillera del Mahuidanche (o de Oncol) es una cadena montañosa que forma parte de la Cordillera de la Costa en el sur de Chile, entre las provincias de Cautín y Valdivia. Su nombre proviene del mapudungun y significa "gente montaraz" y aludiría a los indígenas lafquenches que habitaban estos sectores de la montaña al lado del océano Pacífico. 
Comienza al sur del río Queule y termina al norte del río Valdivia, y al sur de este comienza la Cordillera Pelada. Su cumbre más importante es el cerro Oncol, que alcanza una altura de 715 metros, siendo una de las alturas más importantes de la Cordillera de la Costa en la región de Los Ríos, luego del cerro Mirador (1.041 metros) del Parque nacional Alerce Costero de la cordillera Pelada.